# 縱帶刺尾魚
縱帶刺尾魚（学名：Acanthurus lineatus），又名線紋刺尾鯛、紋倒吊、彩虹倒吊，俗名粗皮魚，為輻鰭魚綱鱸形目刺尾魚亞目刺尾魚科的其中一個種。其种加词“Lineatus”意为“有线纹的”。首次被卡爾·林奈在1758年出版的《自然系統》第十版中正式描述為Chaetodon lineatus，其模式產地為“Indies”。

## 分布
本魚分布於印度太平洋區，包括東非、紅海、斯里蘭卡、馬爾地夫、印度、泰國、日本、台灣、菲律賓、印尼、新幾內亞、中國、越南、澳洲、新喀里多尼亞、關島、密克羅尼西亞、马里亚纳群岛、帛琉、夏威夷群島、東加、法屬玻里尼西亞等海域。

## 深度
水深0至15公尺。

## 特徵
本魚體呈橢圓形而側扁。口小，端位，上下頜各具一列扁平齒，齒固定不可動，齒緣具缺刻。吻部以上為黃色，並具有6至8條淺藍色鑲黑邊縱帶；吻部以下為淺灰白色，胸鰭透明，尾柄兩側有硬棘會傷人，須注意，尾鰭呈新月形，為深藍色。背鰭硬棘11枚、臀鰭硬棘3枚。體長可達38公分。

## 生態
本魚棲息在清澈的向海礁坡上，為一夫多妻制的社會形態，具有領域性，遭受威脅時，會以尾部棘刺攻擊敵人，屬於藻食性。

## 經濟利用
可食用，幼魚可當觀賞魚。